# اکوشی پاداک

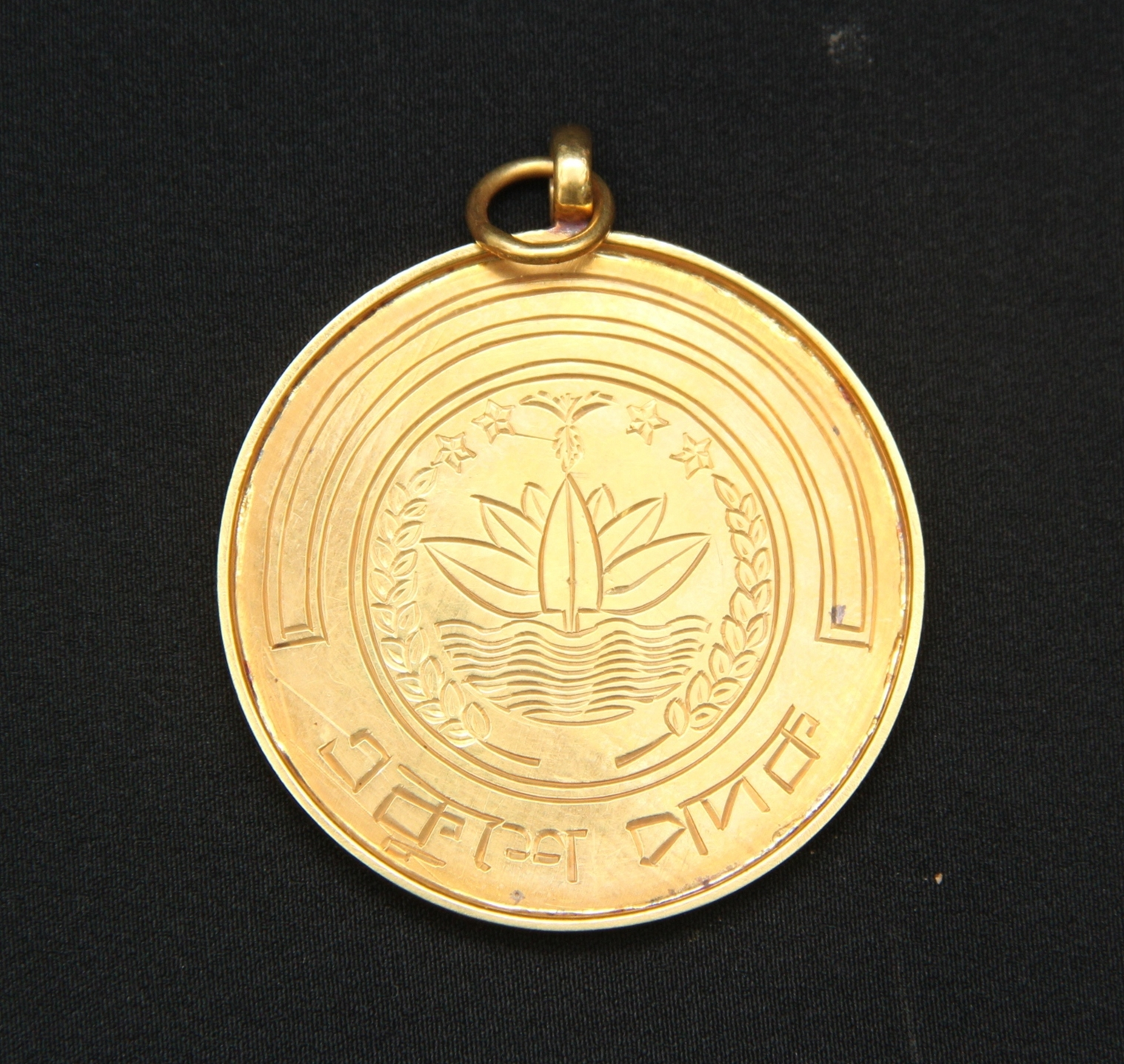
نمایی از یک‌مدال اکوشی پاداک (بنگلادش) - ۲۰۱۶

اکوشی پاداک (بنگالی: একুশে পদক; lit: "جایزه بیست و پنجم") دومین درجهٔ مدال شهروندی کشور بنگلادش است، که به یاد شهدای جنبش زبان بنگالی ۱۹۵۲ نامگذاری شده‌است. این مدال به افراد مختلفی در زمینه‌هایی همچون فرهنگ، آموزش، و اقتصاد اهدا شده‌است. وزیر فرهنگ اهداکنندهٔ این نشان است.
مدال از طلای ۱۸ عیار به وزن ۳ تولا ساخته شده. و طراحی روی آن را هنرمندی به نام نیتون کوندو انجام داده‌است. همچنین مبلغ ৳ 100,000 as از فوریهٔ ۲۰۱۵ همراه با مدال تقدیم برنده می‌شود.